# Villa Eden
Villa Eden è una villa di Meina in provincia di Novara.

## Descrizione
Villa Eden sorge in prossimità dell'antico nucleo di Meina, in posizione leggermente elevata rispetto alla strada del Sempione su cui si affaccia.
Lungo la strada statale che conduce ad Arona, non appena superato l'antico borgo di Meina, si trova la costruzione di Villa Eden.
La villa Eden è stata realizzata a cavallo tra il XIX e il XX secolo, la villa propone una delle architetture più scenografiche sulle sponde del Lago Maggiore. Soprattutto nella facciata rivolta verso il lago si scorgono riuniti i caratteri di quell'architettura realizzata per rappresentare il gusto dell'epoca.
È una villa di fine Ottocento di impronta neopalladiana, con facciata finemente disegnata da colonnine e pilastri, a cui si accede per mezzo di movimentate scale. Il gusto scenografico dell'insieme è completato dalla profusione di statue e dalla fontana, inquadrate da araucarie che aprono simmetricamente le ali del fitto parco.

## Architettura
La planimetria della villa è costituita da un massiccio corpo dal quale si dipartono due brevi ali in un doppio ordine di logge che oltre ad alleggerire l'aspetto generale dell'edificio permette ai proprietari di godere del panorama.
Il loggiato del piano terreno, unito al giardino tramite uno scalone a doppia rampa, è suddiviso in cinque campate mediante una serie di pilastri che, orizzontalmente interrotti dalla cornice marcapiano la quale divide il piano terra dal primo, proseguono al primo piano.
Ogni pilastro vede affiancarsi, a entrambi i suoi lati, eleganti colonnine con capitello corinzio collegate tra loro tramite a una balaustra. C'è una trabeazione decorata a stucco la quale poggia sulle suddette colonnine.
Il ritmo, dettato da questa sequenza, raddoppia nella campate centrale ovviamente priva di balaustra per lasciare spazio all'ingresso. Completamente identico al piano inferiore si ripropone il primo piano, coronato da un parapetto decorato a festoni e interrotto da acroteri su cui poggiano statue e vasi.
Al secondo piano vi è un  terrazzo; la struttura si conclude con un timpano classicheggiante.